# Nyhetschef
Nyhetschef är arbetsledaren för reportrar, och ofta fotografer, på dagstidningar, tidskrifter, eller etermedier. Nyhetschefen kan ibland också benämnas redaktionell samordnare eller redaktionssekreterare. På större redaktioner finns ofta flera nyhetschefer och/eller biträdande nyhetschefer, som ibland kallas notischefer. På sådana redaktioner benämns ibland fotografernas arbetsledare för bildchef.

## Arbetsuppgifter
Nyhetschefen ansvarar ofta för kalendariet innehållande uppgifter om kända framtida händelser som ska bevakas samt tips och annat material som samlas in via allmänheten eller redaktionen. Nyhetschefen lägger ut arbetsuppgifterna på reportrar och fotografer, och ansvarar för att se till att det finns färdigt nyhetsmaterial för att det ska kunna bli en färdig tidning eller sändning. Nyhetschefen ska också ha kontroll över nyhetsflödet i andra medier samt andra nyhetskanaler, exempelvis polisradio och larmcentral. Andra viktiga uppgifter för nyhetschefen är att bolla idéer med medarbetarna, att komma med förslag och att se till att redaktionen håller en viss profil, exempelvis att det återgivna nyhetsmaterialet har viss geografisk täckning.